# Catalunya Exprés
|  | Per a totes les línies i serveis de Mitjana Distància vegeu línies de regionals a Catalunya |

El Catalunya Exprés fou un servei de Renfe Operadora de les línies de regionals a Catalunya creat en 1993 amb recorreguts semidirectes sense parar a totes les estacions i lleugerament més car que el servei Regional. Circulava per totes les línies de Mitjana Distància menys per les R12 i Lleida - la Pobla amb trens de la sèrie 470.
Segons el seu destí partia o finalitzava el seu recorregut a estació de França o Sants, totes a la ciutat de Barcelona, direcció Tortosa; Portbou o Cervera de la Marenda; Riba-roja d'Ebre; o Lleida.
En 2008 es va deixar d'oferir el servei sota aquesta denominació, sent integrats dins la denominació Regional Express.
| Catalunya Exprés |                   |                                  |                                        |
|                  | Origen/Destinació | Origen/Destinació                | Parades intermèdies                    |
|                  | Barcelona-Sants   | Portbou / Cervera de la Marenda  | Sant Celoni · Girona · Figueres        |
|                  | Barcelona França  | Roda de Barà · Valls · Montblanc | Lleida Pirineus                        |
|                  | Barcelona França  | Tarragona · Reus · Montblanc     | Lleida Pirineus                        |
|                  | Barcelona França  | Riba-roja d'Ebre                 | Tarragona · Reus · Móra la Nova · Flix |
|                  | Barcelona França  | Tortosa                          | Tarragona · Salou                      |
|                  | Barcelona França  | Saragossa-Delicias               | Tarragona · Reus · Riba-roja d'Ebre    |